# Dmitrij Markov
Dmitrij Valer'evic Markov, accreditato come Dmitri Markov dalla IAAF (bel. Дзмітрый Маркаў; Vicebsk, 14 marzo 1975), è un ex astista australiano di origine bielorussa, campione mondiale ed europeo indoor della specialità.

## Biografia
Fa parte del ristretto club dei 6 metri. In carriera vanta anche un 3º posto alle IAAF World Athletics Final di Monaco nel 2003.

## Record nazionali

### Seniores
Record nazionali bielorussi
- Salto con l'asta: 6,00 m ( North Shore, 20 febbraio 1998)
- Salto con l'asta indoor: 5,85 m ( Stoccolma, 9 marzo 1996)

Record nazionali australiani
- Salto con l'asta: 6,05 m ( Edmonton, 9 agosto 2001)

## Progressione

### Salto con l'asta outdoor
| Stagione | Risultato | Luogo       | Data      | Rank. Mond. |
| -------- | --------- | ----------- | --------- | ----------- |
| 2007     | 5,55 m    | Adelaide    | 27-1-2007 | 65º         |
| 2006     | 5,70 m    | Saragozza   | 3-6-2006  | 28º         |
| 2006     | 5,70 m    | Sydney      | 5-2-2006  | 28º         |
| 2005     | 5,75 m    | Ulma        | 12-6-2005 | 17º         |
| 2005     | 5,75 m    | Osaka       | 7-5-2005  | 17º         |
| 2005     | 5,75 m    | Adelaide    | 12-2-2005 | 17º         |
| 2004     | 5,80 m    | Eugene      | 19-6-2004 | 10º         |
| 2003     | 5,86 m    | Berlino     | 10-8-2003 | 6º          |
| 2002     | 5,65 m    | Calamata    | 1-6-2002  | 32º         |
| 2001     | 6,05 m    | Edmonton    | 9-8-2001  | -           |
| 2000     | 5,85 m    | Losanna     | 5-7-2000  | -           |
| 1999     | 5,95 m    | Monaco      | 4-8-1999  | 5º          |
| 1999     | 5,95 m    | Atene       | 16-6-1999 | 5º          |
| 1998     | 6,00 m    | North Shore | 20-2-1998 | -           |
| 1997     | 5,95 m    | Colonia     | 24-8-1997 | -           |
| 1996     | 5,86 m    | Atlanta     | 2-8-1996  | -           |
| 1995     | 5,65 m    | Århus       | 29-6-1995 | -           |
| 1994     | 5,50 m    | Lisbona     | 22-7-1994 | -           |
| 1993     | 5,42 m    | Schwechat   | 30-5-1993 | -           |

## Palmarès
| Anno                                | Manifestazione          | Sede       | Evento           | Risultato | Prestazione | Note                  |
| ----------------------------------- | ----------------------- | ---------- | ---------------- | --------- | ----------- | --------------------- |
| In rappresentanza della Bielorussia |                         |            |                  |           |             |                       |
| 1994                                | Mondiali juniores       | Lisbona    | Salto con l'asta | Argento   | 5,50 m      |                       |
| 1995                                | Mondiali indoor         | Barcellona | Salto con l'asta | 16º       | 5,60 m      | Record nazionale      |
| 1995                                | Mondiali                | Göteborg   | Salto con l'asta | 19º       | 5,40 m      |                       |
| 1996                                | Europei indoor          | Stoccolma  | Salto con l'asta | Oro       | 5,85 m      |                       |
| 1996                                | Giochi olimpici         | Atlanta    | Salto con l'asta | 6º        | 5,86 m      |                       |
| In rappresentanza dell' Australia   |                         |            |                  |           |             |                       |
| 1999                                | Mondiali                | Siviglia   | Salto con l'asta | Argento   | 5,90 m      |                       |
| 2000                                | Giochi olimpici         | Sydney     | Salto con l'asta | 5º        | 5,80 m      |                       |
| 2001                                | Mondiali                | Edmonton   | Salto con l'asta | Oro       | 6,05 m      | Record dei campionati |
| 2003                                | Mondiali                | Parigi     | Salto con l'asta | 4º        | 5,85 m      |                       |
| 2004                                | Mondiali indoor         | Budapest   | Salto con l'asta | 11º       | 5,65 m      |                       |
| 2004                                | Giochi olimpici         | Atene      | Salto con l'asta | 22º       | 5,50 m      |                       |
| 2005                                | Mondiali                | Helsinki   | Salto con l'asta | 11º       | nm          |                       |
| 2006                                | Giochi del Commonwealth | Melbourne  | Salto con l'asta | Argento   | 5,60 m      |                       |

## Altre competizioni internazionali
1996
- 8º alle IAAF Grand Prix Final ( Milano), salto con l'asta - 5,40 m

1997
- 7º alle IAAF Grand Prix Final ( Fukuoka), salto con l'asta - 5,40 m

1998
- 4º alle IAAF Grand Prix Final ( Mosca), salto con l'asta - 5,80 m

1999
- Bronzo alle IAAF Grand Prix Final ( Monaco di Baviera), salto con l'asta - 5,80 m

2003
- Bronzo alle IAAF World Athletics Final ( Monaco), salto con l'asta - 5,76 m